# Patriarcado latino de Antioquía

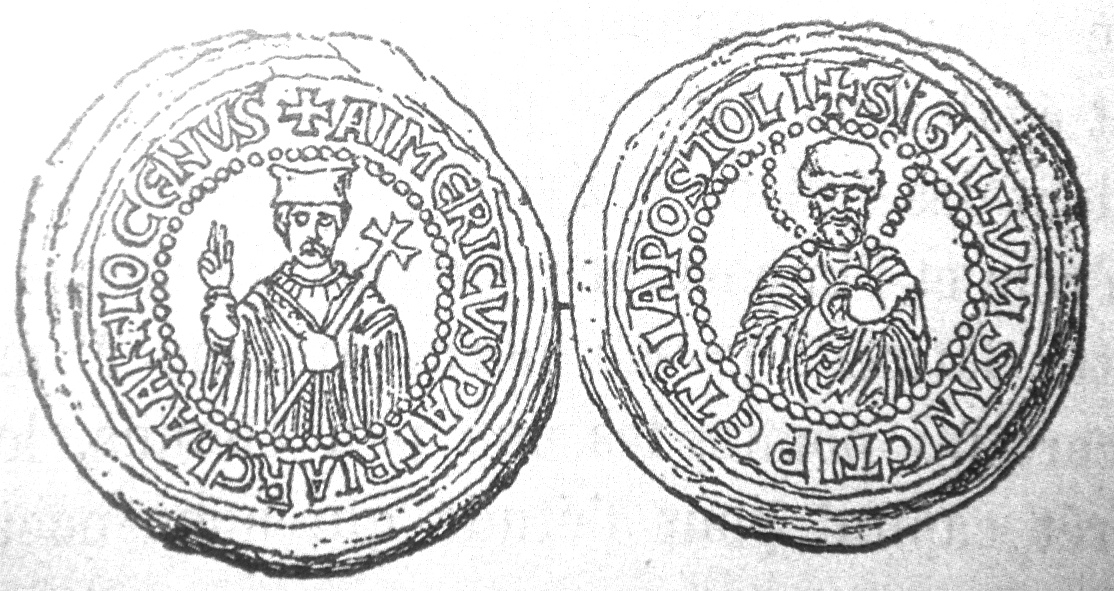
Moneda del patriarca latino de Antioquía con el busto de Emerico de Limoges (1139-1193) en el anverso

El patriarcado latino de Antioquía o patriarcado de Antioquía de los latinos (en latín: Patriarchatus Antiochenus Latinorum) fue una circunscripción eclesiástica latina de la Iglesia católica en el Principado de Antioquía, erigida en 1099 durante la Primera Cruzada por Bohemundo de Tarento. Fue una sede titular desde 1268 hasta su supresión en 1964.

## Territorio
El patriarca fue una de las principales autoridades eclesiásticas de los estados cruzados, al servicio de los católicos de la diócesis y representante de todos los cristianos que vivían en el territorio diocesano. Durante las Cruzadas había dos jerarquías, una griega y otra latina, cada una con sus propias reglas y liturgias, obispos, abades, catedrales y monasterios.
La jurisdicción del patriarca latino de Antioquía se extendía no sólo sobre el Principado de Antioquía, sino también sobre los condados de Edesa y de Trípoli. A finales del siglo XII se añadió la isla de Chipre.

## Historia

### Antecedentes
El patriarcado de Antioquía fue una de las más antiguas y prestigiosas sedes del cristianismo. En 636 los árabes musulmanes expulsaron a los bizantinos de Siria, conquistaron Antioquía en 637 e introdujeron el islam y la lengua árabe, además, la ciudad sufrió varios desastres naturales, incluidos grandes terremotos durante los siglos IV y VI. Luego de 3 siglos de dominación musulmana, el 28 de octubre de 969 los bizantinos reconquistaron Antioquía. El emperador Nicéforo Focas restableció la sede residencial transfiriendo a Antioquía en noviembre de 969 al obispo Eustracio de la sede de Anazarbo, que unió con Antioquía.
El 16 y 17 de julio de 1054 el patriarca de Constantinopla Miguel Cerulario y el cardenal Humberto de Silva Candida se excomulgaron mutuamente formalizando el Cisma de Oriente. El patriarca Pedro III de Antioquía intentó arbitrar entre ambas partes y no se definió por el cisma, lo mismo que su breve sucesor Juan IV, pero hacia 1058 el patriarca Teodosio III se consideró en cisma con la Iglesia de Roma sin una declaración formal.
Los bizantinos perdieron definitivamente Antioquía a manos de los selyúcidas en 1084. 

### Creación del patriarcado latino
El emperador bizantino Alejo I Comneno esperaba utilizar la fuerza y la destreza militar de los cruzados para recuperar los territorios del Imperio romano de Oriente, incluida Antioquía y su sede patriarcal. Pero cuando la primera cruzada conquistó Antioquía en 1098 los cruzados no se pusieron bajo el dominio del emperador de Bizancio. Los cruzados reinstalaron primero al patriarca griego Juan el Oxita, que había estado prisionero de los musulmanes. Mientras este patriarca permaneció en Antioquía, intentaron que reconociera la supremacía del papa en lugar de nombrar a un rival. Sin embargo, cuando por fin se exilió en Constantinopla, consideraron la sede vacante. Entonces los cristianos latinos eligieron en 1100 un patriarca propio, un eclesiástico llamado Bernardo que había llegado a Oriente con los cruzados. Desde ese momento Antioquía tuvo dos patriarcas rivales, ya que los griegos también continuaron eligiendo a sus patriarcas de Antioquía, pero estos vivían generalmente en Constantinopla y gobernaban aquellas partes del patriarcado que estaban bajo el dominio bizantino. El emperador bizantino se ofendió gravemente y trabajó duro para llevar de regreso a un patriarca ortodoxo a Antioquía, pero el Tratado de Devol de 1108, que preveía el regreso del patriarca griego, nunca se aplicó. El patriarca latino jugó un papel muy importante (políticas, diplomáticas, alianzas militares y matrimoniales, así como religiosas) en las relaciones entre los Estados cruzados y el Imperio bizantino.
El príncipe de Antioquía Bohemundo III visitó Constantinopla y acordó con el emperador bizantino Manuel I Comneno que el patriarca griego Atanasio I lo acompañara de regreso a Antioquía en 1166. Su llegada irritó mucho al patriarca latino Emerico de Limoges, quien dejó Antioquía e impuso un interdicto sobre la ciudad permaneciendo en el exilio en su castillo de Al Quseir hasta después de la muerte de Atanasio I el 29 de junio de 1170 en un terremoto que destruyó la catedral de San Pedro durante la liturgia. Bohemundo fue a Al Quseir y persuadió al exiliado patriarca latino para que volviera a su sede. Durante su exilio Emerico estuvo en buenos términos con el patriarca jacobita de Antioquía, Miguel el Sirio, y fue el primer prelado latino que permitió al patriarca jacobita nombrar un vicario en Antioquía.

### Patriarcado titular
En 1268 el sultán mameluco Baybars I conquistó Antioquía y la destruyó. El patriarca latino de Antioquía Opizzo Fieschi, sin embargo, desde hacía años que residía en Italia y continuó como patriarca exiliado hasta su muerte en 1291.
En el Concilio de Lyon II en 1274 fue proclamado el fin del cisma con la adhesión del patriarca ortodoxo Teodosio IV Villehardouin, quien pudo establecer su sede en Antioquía en 1276, pero la unión duró hasta que el nuevo emperador bizantino Andrónico II Paleólogo la repudió en 1285. 
Tras la muerte del patriarca Fieschi en 1291 no fue designado un nuevo patriarca hasta el 4 de agosto de 1311, cuando Isnardo Tacconi, O.P. fue nombrado como meramente titular. El título patriarcal se mantuvo durante varios siglos como miembro del capítulo de la basílica de Santa María la Mayor en Roma, para ayudar, proteger y mantener en contacto con Roma a las pequeñas y aisladas comunidades cristianas de Oriente Medio. 
El título fue conferido por última vez en 1925 y quedó vacante en 1953. Dejó de incluirse en el Anuario Pontificio en 1964 debido a que fue abolido por el papa Pablo VI con motivo de su acercamiento al patriarca ortodoxo de Constantinopla Atenágoras I. 

## Episcopologio
Véase Anexo:Patriarcas latinos de Antioquía